# Oliebron

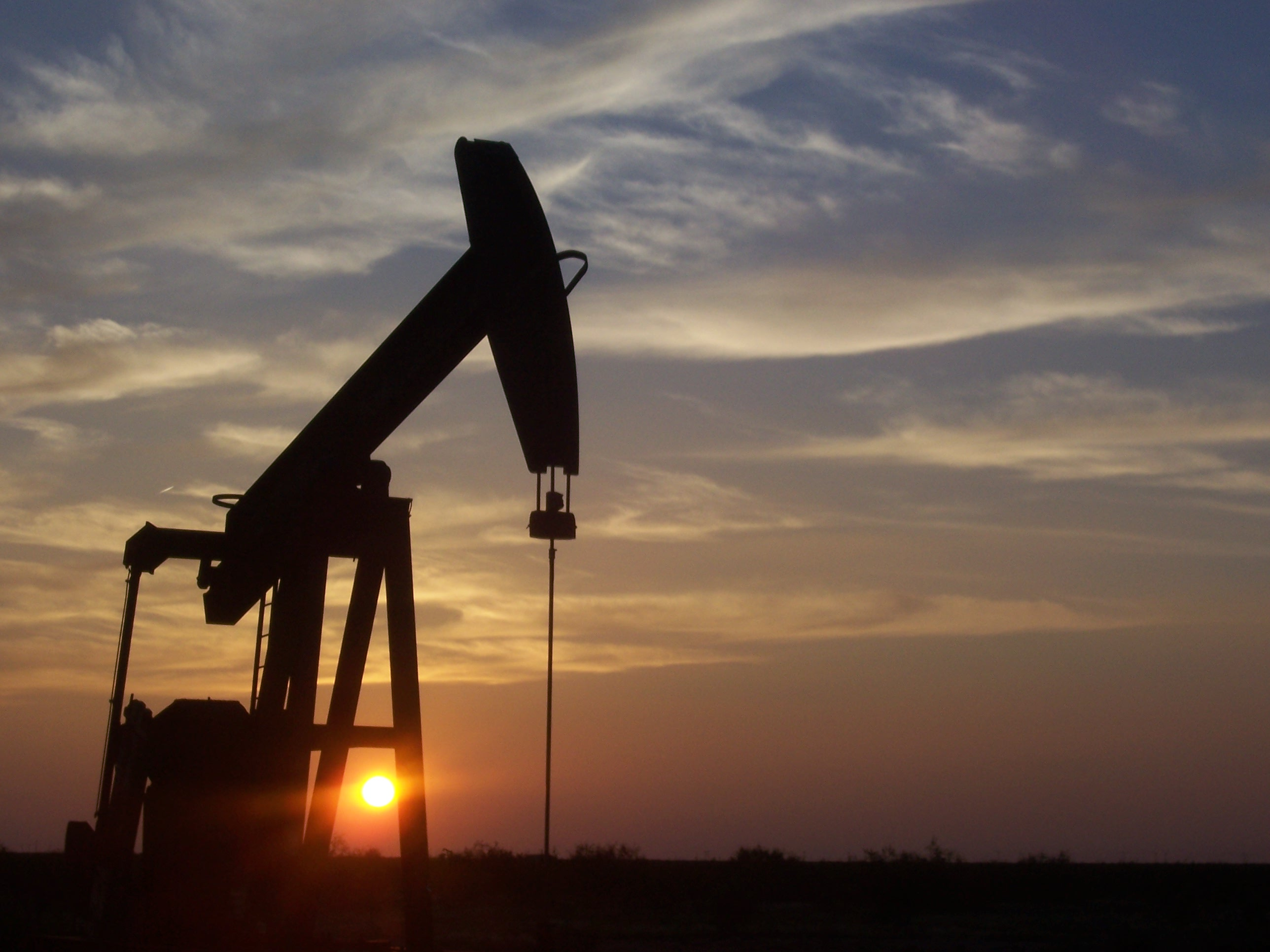
Een jaknikker in Texas.

Een oliebron en een gasbron zijn boringen in het aardoppervlak waar aardolie, aardgas en/of andere koolwaterstoffen worden gewonnen. 
Een gebied waar zich olie of gas in de ondergrond bevinden wordt een olieveld of gasveld genoemd. In de ondergrond onder een olie- en/of gasveld bevindt zich een reservoir dat natuurlijke aardolie en/of natuurlijk aardgas bevat. Bij het natuurlijke vormingsproces van aardolie ontstaat vaak ook aardgas, zodat de meeste reservoirs beide bevatten. Afhankelijk van het materiaal waaruit de olie of het gas ontstaan is en hoeveel er door geologische omstandigheden in de loop der tijd kon ontsnappen, kan de verhouding tussen aardolie en aardgas wel sterk verschillen per reservoir.
Bedrijven die zich bezighouden met de extractie van de koolwaterstoffen uit de ondergrond worden tot de olie-industrie gerekend. Op het land vindt de winning plaats met boortorens en/of jaknikkers, die de olie uit de grond pompen. Winning op zee (door de industrie wel "offshore" genoemd) vindt plaats op booreilanden.
Wanneer een oliebron uitgeput raakt, wordt die meestal verlaten. Maar vele op die manier “gesloten” putten blijven de lucht verontreinigen, en onder meer methaangas – een sterk broeikasgas – uitstoten.